# Sam Hollis
Samuel Woodroffe Hollis (1866–1942) là một huấn luyện viên bóng đá chuyên nghiệp nổi tiếng người Anh.
Sinh năm 1866 tại Anh quốc
Ngày mất: 17/4/1942, tại Nottingham, Anh
Sự nghiệp huấn luyện:
- 1894-1897: Woolwich Arsenal
- 1897-99: Briston City
- 1901-05: Briston City
- 1911-13: Briston City
- 1913-17: Newport County

Sam Hollis được biết đến nhiều nhất với vai trò là huấn luyện viên đầu tiên của một Woolwich Arsenal chuyên nghiệp (CLB lên chuyên nghiệp vào năm 1891). Ông được đề bạt làm huấn luyện viên (hay một secretary-manager – ở đây secretary là một chức vụ của câu lạc bộ đảm nhiệm việc thư tín và các công vụ nội bộ, vị trí mà ông được mọi người biết đến về sau này) của Woolwich Arsenal vào năm 1894. Trước đó những vấn đề của đội bóng được uỷ ban cầu thủ và thành viên câu lạc bộ tự giải quyết. Sam trước đó đã làm việc tại văn phòng pháp lý và bưu điện. Trong 3 năm ông ở câu lạc bộ, đội bóng có sự vững chắc nhưng tấn công không đẹp mắt và chỉ nằm ở vị trí giữa bảng xếp hạng của giải hạng 2.
4/1897, Sam đã bị lôi kéo đến câu lạc bộ vừa thành lập là Bristol City, ông thôi việc vào tháng 3/1899, rời đến Bedminster và trở thành thư tịch viên kiêm huấn luyện viên cho câu lạc bộ này. Năm 1900 Bedminster hợp nhất với Bristol City và Sam thôi việc. Năm 1901 ông quay lại làm huấn luyện viên cho Bristol City. Lần này ông đã có những khoảng thời gian thành công, câu lạc bộ đã về nhì tại giải Southern League và được thăng lên hạng Football League.
Ông rời CLB vào tháng 3/1905 và làm quản lý khách sạn từ năm 1905 đến 1911, sau đó tiếp tục điều hành một quán rượu từ 1899 đến 1909. Ông tiếp quản vai trò quản lý Bristol City lần thứ 3 vào 1/1911 và đã để câu lạc bộ tụt từ giải hạng nhất xuống hạng 2. Ông rời Bristol City 3/1913. Tháng 7 năm đó ông đảm nhận vai trò huấn luyện viên đội bóng nghiệp dư Newport County và gắn bó đến năm1917. Sau đó ông giã từ bóng đá hoàn toàn. Ông mất tại Nottingham tháng 3/1942.